# Jean Lemerle
 (juillet 2024).
La mise en forme du texte ne suit pas les recommandations de Wikipédia : il faut le « wikifier ».
Les points d'amélioration suivants sont les cas les plus fréquents :
- Les titres sont pré-formatés par le logiciel. Ils ne sont ni en capitales, ni en gras.
- Le texte ne doit pas être écrit en capitales (les noms de famille non plus), ni en gras, ni en italique, ni en « petit »…
- Le gras n'est utilisé que pour surligner le titre de l'article dans l'introduction, une seule fois.
- L'italique est rarement utilisé : mots en langue étrangère, titres d'œuvres, noms de bateaux, etc.
- Les citations ne sont pas en italique mais en corps de texte normal. Elles sont entourées par des guillemets français : « et ».
- Les listes à puces sont à éviter, des paragraphes rédigés étant largement préférés. Les tableaux sont à réserver à la présentation de données structurées (résultats, etc.).
- Les appels de note de bas de page (petits chiffres en exposant, introduits par l'outil «  Source ») sont à placer entre la fin de phrase et le point final[comme ça].
- Les liens internes (vers d'autres articles de Wikipédia) sont à choisir avec parcimonie. Créez des liens vers des articles approfondissant le sujet. Les termes génériques sans rapport avec le sujet sont à éviter, ainsi que les répétitions de liens vers un même terme.
- Les liens externes sont à placer uniquement dans une section « Liens externes », à la fin de l'article. Ces liens sont à choisir avec parcimonie suivant les règles définies. Si un lien sert de source à l'article, son insertion dans le texte est à faire par les notes de bas de page.
- La présentation des références doit suivre les conventions bibliographiques. Il est recommandé d'utiliser les modèles {{Ouvrage}}, {{Chapitre}}, {{Article}}, {{Lien web}} et/ou {{Bibliographie}}. Le mode d'édition visuel peut mettre en forme automatiquement les références.
- Insérer une infobox (cadre d'informations à droite) n'est pas obligatoire pour parachever la mise en page.

Pour une aide détaillée, merci de consulter Aide:Wikification.
Si vous pensez que ces points ont été résolus, vous pouvez retirer ce bandeau et améliorer la mise en forme d'un autre article.
Pour les articles homonymes, voir Lemerle.
Jean Lemerle est un chimiste inorganicien, professeur émérite et ancien président de l'université Paris VI (UPMC).

## Biographie

### Jeunesse et formation
Né en 1941, Jean Lemerle suit une formation académique rigoureuse, devenant successivement assistant, maître assistant, puis professeur à la Faculté des sciences de Paris avant de poursuivre sa carrière à l'UPMC. Spécialisé dans l’étude et la synthèse des matériaux inorganiques en dispersion colloïdale, il devient docteur ès sciences en 1971. Durant cette période, il épouse Madeleine Lemerle, diplômée de l’École normale supérieure de Fontenay-aux-Roses, mathématicienne et professeure en faculté, et également tante de l’artiste Françoise Pétrovitch.

### Carrière académique
Jean Lemerle a été assistant, maître assistant, puis professeur à la faculté des sciences de Paris et ensuite à l’UPMC de 1964 à 2003. Il a publié plus de 60 articles scientifiques et brevets, ainsi que trois ouvrages dans le domaine de la chimie.

### Parcours administratif

#### Dans l'Université
De 1996 à 2001, Jean Lemerle a servi en tant que président de l'UPMC. Durant son mandat, il a été impliqué dans divers conseils et a assumé de nombreuses responsabilités au sein de l'université, notamment en formation permanente, orientation et information, et relations extérieures. Avant cela, il a été vice-président de l'université de 1991 à 1996.
Pendant sa présidence, Jean Lemerle a défendu une stratégie pour développer une véritable autonomie des universités françaises et a œuvré pour renforcer les relations entre l'UPMC et d'autres institutions académiques et de recherche,.

#### Contributions et responsabilités extérieures
En dehors de l’université, il a été chef de mission à la formation des personnels de l’éducation nationale (MAFPEN) à Paris de 1984 à 1987, et responsable du plan "informatique pour tous", visant à intégrer les nouvelles technologies dans l'éducation. Après sa présidence à l’UPMC, il est devenu directeur des relations avec l’enseignement supérieur au CNRS de 2001 à 2003.
À ce poste, il a travaillé pour renforcer les liens entre le CNRS et les universités françaises, favorisant la collaboration et l'innovation dans le domaine de la recherche scientifique.
Il a également été impliqué dans des programmes internationaux, notamment en tant que chef du programme PHARE RO 9601, qui visait à améliorer l'enseignement supérieur en Roumanie.
Jean Lemerle a aussi participé activement à des débats sur les défis des universités et la recherche scientifique, se prononçant notamment sur les problèmes de financement et d'autonomie universitaire.

## Distinctions
- Docteur honoris causa (Dr h. c) de l'université de Bucarest
- Chevalier de l'ordre national du Mérite
- Commandeur de l'ordre des Palmes académiques

## Publications
Jean Lemerle est l'auteur de nombreuses publications scientifiques dans le domaine de la chimie inorganique. Voici une sélection de ses travaux les plus notables :

### Ouvrages d'enseignement
- 1987 : Chimie : DEUG scientifiques, écoles de chimie, avec Claude Duboc-Chabanon, Yves LeRoux, Jean Talbot, Éditeur A. Colin, Collection U, (EAN 9782200210571)
- 1987 : Chimie 1 : DEUG scientifiques, écoles de chimie, avec Claude Duboc-Chabanon, Yves LeRoux, Jean Talbot, Éditeur A. Colin, Collection U, (ISBN 2-200-21057-4)
- 1987 : Chimie 2 : DEUG scientifiques, écoles de chimie, avec Claude Duboc-Chabanon, Yves LeRoux, Jean Talbot, Éditeur A. Colin, Collection U,  (ISBN 2-200-21058-2)

### Principales publications de recherche
- 1971 : Étude de la polymérisation de l'acide antimonique et de stabilisation en solution par l'acide arsénieux, Journal de Chimie Physique, vol. 68, pp. 125-133.
- 1974 : L'ultracentrifugation analytique et ses applications en chimie minérale, Journal de Chimie Physique, vol. 71, pp. 220-230
- 1977 : Mise en évidence d'un nouvel acide tungstique en solution. Filiations avec d'autres polytungstates, Canadian Journal of Chemistry, vol. 55, no. 19, pp. 3950-3955. DOI: [10.1139/v77-530]
- 1982 : Mixed-Valence Polyvanadic Acid Gels, avec N. Gharbi, C. Sanchez, J. Livage, L. Nejem et J. Lefebvre, Inorganic Chemistry 1982, 21, 7, 2758–2765
- 1983 : Microemulsions in the extraction of gallium with 7-(1-ethenyl-3,3,5,5-tetramethylhexyl)-8-quinolinol from aluminate solutions, Analytical Chemistry 1983, 55, 4, 662–667, DOI: [10.1021/ac00255a019]
- 2004 : Doctorate Studies in Europe and the United States: Status and Prospects, co-auteur, Centre européen de l'UNESCO pour l'enseignement supérieur,  (ISBN 92-9069-179-4)

### Auteur
- 2020 : Préfacier de Voyage en Université : à la découverte de sa trajectoire, de Paul Vigny, Paris : Éditions de l'Onde,  (ISBN 978-2-37158-216-3)

### Directeur de thèses
- 1987 : Élaboration de matériaux inorganiques polymères a base d'antimoine v : comparaison de leurs caractéristiques en dispersion aqueuse et à l'état solide de Koné Mamadou, Paris-VI, 1987PA066506
- 1992 : Élaboration de gels de pentoxyde de vanadium. Application à l'amélioration des propriétés antistatiques des dorsales de films photographiques de Herve Znaty, Paris-VI, 1992PA066717
- 1995 : Synthèse et caractérisation d'additifs colloïdaux thiophosphores minéraux extrême-pression de Mohamed Rairi, Paris-VI, 1995PA066191
- 1996 : Étude de la formation d'oxydes à structure cassitérite par voie sol-gel. Application à l'amélioration de la conductivité de systèmes micro-cristallins de Corinne Bourdon-Lemaitre, Paris-VI, 1996PA066492